# Синезий
Синезий (на гръцки: Συνέσεῖος, Synesios, * 370; † сл. 412) е късноантичен гръцки философ (платоник), писател и поет. Към края на живота си от 411 г. той е епископ на Птолемей в Киренайка.
Синезий произлиза от богата и знатна фамилия от град Кирена в днешна Либия. Баща му Хесихий е от сенаторския род на Хесихидите, произлизаща от царете на Спарта. Фамилията има в града голям палат, който е разкопан през ХХ век. Сградата е напусната след земетресението през 365 г. Фамилията отива да живее на брега на морето в имение, което е с крепостни стени. Те имат и друг имот в южната част на провинцията. Прародителите на Синезий са християни, а той е кръстен като дете.
В началото на деветдесетте години той отива в Александрия да следва философия при платоничката Хипатия. Той започва да следва и математика и астрономия. С Хипатия той си кореспондира по-късно. След като завършва следването си той отива в Атина, за да се запознае с тамошните философски училища.
През 397 г. Синезий получава задача от родния си град да отиде като посланик до императорския двор в Константинопол, за да получи данъчно облекчение. Той има успех и остава там до 400 г. Синезий постига да се сприятели с могъщия преториански префект Аврелиан. Той се връща в родината си след едно голямо земетресение. Синезий остава в родината си. В имението си той се занимава с писателство от 401 до 410 г., с философски проучвания и осигуряването на управлението на своите имения. През 403 г. той се жени в Александрия. Венчан е от патриарх Теофил Александрийски.
Синезий е избран през 410 г. за епископ на Ptolemais. След дълго обмисляне той приема и става епископ през 411 г. Когато неговите три сина един след друг умират, той намира успокоение в произведенията на стоика Епиктет.
От произведенията на Синезий са запазени девет философско-теологични химни, 156 писма (от ок. 395 до 412/413), две обществени речи (Katastasis I i II), шест труда (между тях De regno от Константинопол пред Аркадий) и фрагменти от проповеди.

## Издания и преводи
- Synésios de Cyrène. Les Belles Lettres, Paris
  - 1: Hymnes, Christian Lacombrade, 2003, ISBN 978-2-251-00321-4
  - 2: Correspondance. Lettres I-LXIII, Antonio Garzya, Denis Roques, 2003, ISBN 978-2-251-00479-2
  - 3: Correspondance. Lettres LXIV-CLVI, Antonio Garzya, Denis Roques, 2003, ISBN 978-2-251-00479-2
  - 4: Opuscules I, Jacques Lamoureux, Noël Aujoulat, 2004, ISBN 978-2-251-00517-1
  - 5: Opuscules II, Jacques Lamoureux, Noël Aujoulat, 2008, ISBN 978-2-251-00547-8
  - 6: Opuscules III, Jacques Lamoureux, Noël Aujoulat, 2008, ISBN 978-2-251-00549-2
- Antonio Garzya, Opere di Sinesio di Cirene. Unione Tipografico-Editrice Torinese, Torino 1989, ISBN 88-02-04205-5
- Joachim Gruber, Hans Strohm, Synesios von Kyrene: Hymnen. Carl Winter, Heidelberg 1991, ISBN 3-533-04265-0
- Wolfram Lang, Das Traumbuch des Synesius von Kyrene. Mohr, Tübingen 1926
- Kurt Treu, Synesios von Kyrene: Dion Chrysostomos oder Vom Leben nach seinem Vorbild. Akademie-Verlag, Berlin 1959
- Joseph Vogt, Begegnung mit Synesios, dem Philosophen, Priester und Feldherrn. Gesammelte Beiträge. Wissenschaftliche Buchgesellschaft, Darmstadt 1985, ISBN 3-534-02248-3 (De dono, Katastasis I, Katastasis II)